# Peperomia graveolens
Peperomia graveolens es una especie de la familia Piperaceae.
Es endémica de los Andes en el sur de Ecuador. Crece en altitudes de 2000 a 2500 m sobre el nivel del mar. Está amenazada por pérdida de hábitat.